# Andalucia (Jordanien)

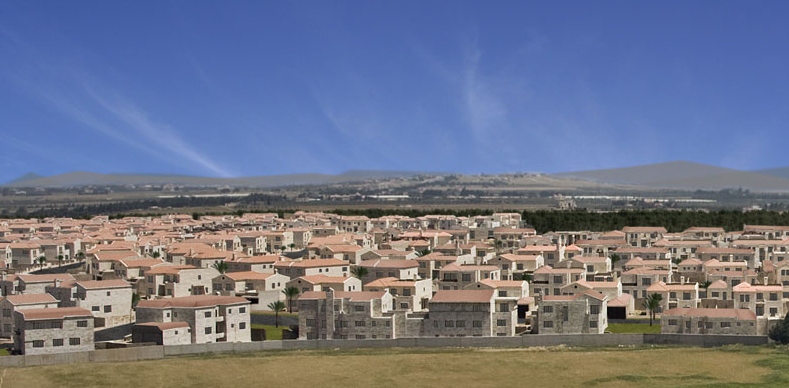
Überblick

Andalucia (arabisch الأندلسية, DMG al-Andalusiyya) ist eine Planstadt, die 20 Kilometer von der jordanischen Hauptstadt Amman entfernt liegt. Die als Gated Community angelegte luxuriöse Siedlung ist ein Projekt von Taameer Jordan Holdings und wird von der Jordan Kuwait Bank finanziert. Ein kreisförmiger Straßenplan erschließt 582 Villen in zehn unterschiedlichen Typen. Zu den Versorgungs- und Freizeiteinrichtungen im Zentrum der Anlage gehören Kliniken, Restaurants, Parks und Schwimmbäder. Die Gesamtfläche beträgt etwa 0,8 km².
Das Projekt wurde Ende 2005 begonnen und sollte 2009 abgeschlossen sein. 2015 waren noch nicht alle Häuser fertiggestellt. 